# Горс
Горс (фр. Gorses) насеље је и општина у јужној Француској у региону Миди Пирене, у департману Лот која припада префектури Фижак.
По подацима из 2011. године у општини је живело 331 становника, а густина насељености је износила 9,3 становника/km². Општина се простире на површини од 35,60 km². Налази се на средњој надморској висини од 642 метара (максималној 692 m, а минималној 234 m).

## Демографија
| 1962. | 1968. | 1975. | 1982. | 1990. | 1999. | 2011. |
| ----- | ----- | ----- | ----- | ----- | ----- | ----- |
| 584   | 650   | 535   | 554   | 511   | 355   | 331   |

График промене броја становника у току последњих година